# Наталія Вернер
Наталія Вернер (нім. Natalia Wörner; нар. 7 вересня 1967, Штутгарт, Німеччина) — німецька актриса.

## Біографія
Після закінчення середньої школи Вернер переїхала до Нью-Йорку, де вона вивчала акторську майстерність в акторській студії Лі Страсберга. У 2000 р. повернулася до Німеччини, де виграла німецьку телевізійну премію, Deutscher Fernsehpreis, як найкраща ведуча актриса.
У 2009 р. зіграла роль Елен в мінісеріалі Стовпи Землі, заснованому на однойменній книзі Кена Фоллетта. 

## Фільмографія
- 1992: Glück 1
- 1992: Thea und Nat
- 1994: Leni
- 1994: Die Maschine
- 1994: Frauen sind was Wunderbares
- 1994: Die Sieger
- 1995: Der Elefant vergisst nie
- 1995: Kinder der Nacht
- 1996: Irren ist männlich
- 1996: Tatort (Episode: "Perfect Mind – Im Labyrinth")
- 1997: Spiel um dein Leben
- 1998: Zur Zeit zu zweit
- 1998: Der Laden
- 1998: Mammamia
- 1998: Der Handymörder
- 1999: Zum Sterben schön
- 1999: Der Feuerteufel – Flammen des Todes
- 1999: Das Tal der Schatten
- 1999: Tatort (Episode: "Martinsfeuer")
- 2000: Frauen lügen besser
- 2001: Klassentreffen – Mord unter Freunden
- 2001: Verbotene Küsse
- 2002: Der Seerosenteich
- 2003: Wenn Weihnachten wahr wird
- 2003: Liebe und Verlangen
- 2004: Experiment Bootcamp
- 2004: Für immer im Herzen
- 2005: Miss Texas
- 2005: Das Geheimnis des Roten Hauses
- 2006: 20 Nächte und ein Regentag
- 2006: Die Sturmflut
- 2006: Der beste Lehrer der Welt
- 2006–2010: Unter anderen Umständen (series, 6 episodes)
- 2007: Durch Himmel und Hölle
- 2008: Die Lüge
- 2009: Mein Mann, seine Geliebte und ich
- 2009: Rosamunde Pilcher – Vier Jahreszeiten
- 2010: Стовпи Землі

## Нагороди
- 1996: Golden Gong
- 2000: Deutscher Fernsehpreis